# Table de marque
La table de marque au basket-ball regroupe les officiels chargés d'assister l'arbitre, se chargeant en particulier de la tenue de la feuille de marque (suivi des points et des fautes) et du chronométrage (démarrage et arrêt du chronomètre, mise à jour du panneau d'affichage).

## Principe
La table de marque au basket-ball représente le second corps arbitral d'un match. Les officiels de table de marque (OTM) sont au minimum au nombre de deux: un marqueur qui s'occupe de la tenue de la feuille de marque qui sera à envoyer au comité s'il s'agit d'un match départemental, à la ligue s'il s'agit d'un match régional, à la fédération s'il s'agit d'un match national. À partir des u11 la fiche est  informatique : c'est la E-Marque. À partir de là, l'envoi de la feuille de marque ne se fera plus que par ordinateur. On y trouve aussi un chronométreur qui s'occupe d'afficher les informations du match sur le panneau d'affichage (points, fautes...) et de gérer le chronométrage de la rencontre. Celui-ci fait aussi office d’aide-marqueur s’il n’y en a pas sur le match, c'est-à-dire qu'il aide le marqueur en donnant les informations permettant au marquer de remplir sa feuille (points, fautes... ainsi que le joueur qui a procédé à l'action).
La composition de la table peut varier en fonction du niveau des matches. En fonction du niveau de la rencontre, un opérateur des 24 secondes, pour appliquer avec exactitude la règle des 24 secondes, peut être ajouté (à partir de du niveau prénational) . Lorsque le niveau des matchs n'est pas assez élevé pour pouvoir bénéficier d'un opérateur des 24 secondes, ce sont les arbitres qui s'occupent par le calcul mental du temps grâce au chronomètre de jeu. Elle peut aussi être complétée par un aide-marqueur. De plus, on peut trouver un commissaire, qui s’occupera de la communication table/arbitres en cas de litige.

## Situation
Sur un terrain de basket-ball, elle se situe sur le côté du terrain, dans le sens de la longueur, entre les deux bancs des deux équipes. Elle est positionnée au niveau du milieu du terrain.

## Composition et rôle

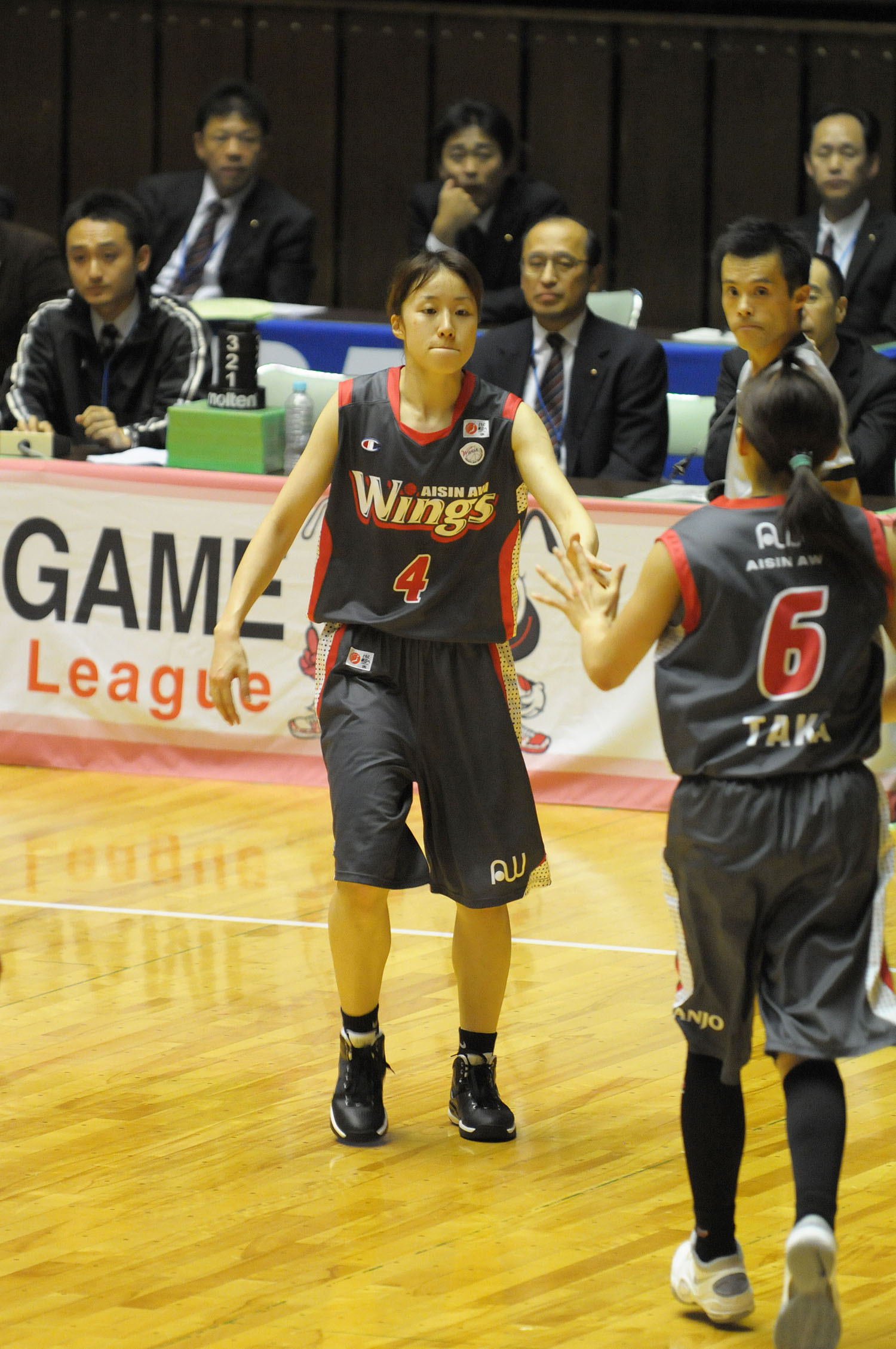
Table de marque lors d'un match au Japon. Noter la flèche du sens de remise en jeu.

Les fonctions principales du marqueur sont la tenue de la feuille de marque, la gestion des remplacements et des temps-morts. Il assure le remplissage de la feuille de marque, avec la liste des joueurs, numéros de licence, entraineurs et officiels. Il doit s'assurer de la concordance entre la liste des joueurs déclarés devant commencer la rencontre et ceux effectivement présent au coup d'envoi. Lors de la rencontre, il inscrit les évolutions du score et les numéros des joueurs qui en sont la cause. Il assure également le suivi des fautes des joueurs sur cette même feuille de marque et avise les arbitres et joueurs du nombre de fautes du joueur fautif. Il est aussi celui qui reçoit les demandes de temps-mort faites par les entraîneurs et signifie à l'arbitre ceux-ci. De même, les demandes de remplacement sont adressées au marqueur qui en informe ensuite les arbitres.
À la fin de la rencontre, il signe la feuille de marque, qui est ensuite contresignée par les autres officiels de table de marque puis par le 2e arbitre et enfin par le 1er arbitre qui doit, avant de signer, vérifier la feuille de marque.
Le marqueur est assisté d'un aide-marqueur qui l'aide pour les inscriptions sur la table de marque. Il a également la responsabilité du tableau de marque.
Le chronométreur s'assure du décompte des périodes de jeu et de la tenue du chronométrage. Il s'assure également de la durée des temps-morts et à la responsabilité de l'information des différents délais existants (coup de klaxon à 50 et à 60 secondes de temps mort, etc.)
Selon le niveau (dès la Pré-nationale pour le championnat français), un opérateur des 24 secondes (également appelé chronométreur des tirs) est également présent pour appliquer la règle des 24 secondes.
Lors des championnats internationaux organisés par FIBA (Fédération Internationale de Basketball), la présence d'un commissaire est obligatoire. Il supervise le travail des OTM et aide les arbitres pour le déroulement sans heurts de la rencontre.

## Sources
- Règlement officiel de basket-ball 2004-2008
- [PDF] Règlement officiel de basket-ball 2008 (lien mort)
- [PDF] Officiel de table de marque, le guide (lien mort)